# Abraxas flavisinuata
Abraxas flavisinuata là một loài bướm đêm thuộc họ Geometridae. Nó được Warren miêu tả năm 1894. Nó được tìm thấy ở Nhật Bản.
Sải cánh dài 34–44 mm.